# Ör Febos
Ör Febos es una banda de rock formada en el año 2008. Es conocida por haber ganado en el 2012 el concurso Electro Shock, así como el I Concurso Moskeo Crisser Rock. Además, han tocado en diversos festivales por España y Europa, así como en fiestas patronales.
En julio de 2011 fueron invitados a participar en el Festival Moorcrash, en Willisaw (Suiza), siendo cabeza de cartel del primer día del evento.

## Historia
Ör Febos nace en abril de 2008 en San Sebastián de los Reyes (Madrid). El nombre de la banda surge de la fusión de Orfeo (personaje de la mitología griega que representa a la música y la poesía) y de Febo (nombre de Apolo como dios del Sol).
Tras unos comienzos difíciles, logran editar varios discos y videoclips promocionales. No es hasta el año 2014 con la gira de su EP Combustión Espontánea cuando logran llenar numerosas salas de conciertos de Madrid, consiguiendo así un cierto éxito.
En la actualidad el grupo lo componen Hache (voz y armónica), Fer (guitarra rítmica), Lean (batería) y Alexis (bajo). En el año 2018 publicaron su primer disco de larga duración, Que nunca se apague tu voz.

## Discografía
- Ör Febos EP (2012)
- Como un volcán (2013)
- Combustión Espontánea (2014)
- Live Session (2015)
- Que nunca se apague tu voz (2018)

## Reconocimientos y méritos
- Electro Shock 2012: Primeros clasificados.
- I Concurso Crisser Moskeo Rock: Primeros clasificados.